# ۴۴۸ (قمری)
۴۴۸ (قمری)، چهارصد و چهل و هشتمین سال در گاهشماری هجری قمری است. اول محرم این سال برابر با بیست و هفتم مارس سال ۱۰۵۶ میلادی است.

## وابسته
- شیخ طوسی